# 142 Puppis
142 Puppis (y³ Puppis) é uma estrela na direção da Puppis. Possui uma ascensão reta de 07h 38m 18.21s e uma declinação de −48° 36′ 05.2″. Sua magnitude aparente é igual a 5.68. Considerando sua distância de 5015 anos-luz em relação à Terra, sua magnitude absoluta é igual a −5.26. Pertence à classe espectral F4Iab. É uma estrela variável Delta Cephei.